# 56 Melete
Melete (asteroide 56) é um asteroide da cintura principal com um diâmetro de 113,24 quilómetros, a 1,97677781 UA. Possui uma excentricidade de 0,23820188 e um período orbital de 1 526,75 dias (4,18 anos).
Melete tem uma velocidade orbital média de 18,48986605 km/s e uma inclinação de 8,0719674º.
Este asteroide foi descoberto em 9 de Setembro de 1857 por Hermann Goldschmidt. Seu nome vem da personagem mitológica grega Melete.